# Секвенсер
Секвенсерът е устройство, което записва и възпроизвежда поток от контролна информация за управление на електронни музикални инструменти. В последните години терминът се използва изключително за музикален софтуер, позволяващ на потребителя да записва, обработва и възпроизвежда MIDI информация.

## Аналогови секвенсери
Ранните музикални секвенсери използват контролни волтажи (CV) и тригери, за да управляват аналогови синтезатори. Обикновено височините и позициите на тоновете на музикалния мотив, който се реализира чрез устройството, се определят постъпково чрез потенциометри и ключове. Съществуват различни стандарти за съотношението между електрическото напрежение и височината на резултатния тон и не всеки синтезатор е съвместим с всеки секвенсер. Най-популярен е стандартът, създаден от Moog Music, който определя логаритмичното съотношение от 1 Волт за октава (1V/Oct). Темпото може да се определя или ръчно чрез бутон, или чрез входящ импулсен сигнал, или вътрешно с помощта на импулсен осцилатор, чиято честота се регулира с потенциометър.

## Цифрови секвенсери
След популяризирането на MIDI протокола, цифровите секвенсери постепенно изместват аналоговите, като осигуряват повече памет за различни секвенции, по-широка съвместимост, лесна преносимост и по-интуитивен контрол на тоновите височини и позиции. С развитието на цифровите синтезатори някои инструменти от по-висок клас започват да се интегрират със секвенсери и се превръщат в хардуерни музикални работни станции.
Колкото до по-старите синтезатори, съществуват и различни преобразуватели на MIDI данни в контролни волтажи (CV), което прави и пре-MIDI моделите управляеми с цифров секвенсер.

## Софтуерни секвенсери
Паралелно с хардуерните секвенсери започват да се появяват софтуерни приложения, които боравят с MIDI информация и могат да контролират външни инструменти. Тъй като работата с такива данни не изисква сериозни ресурси такива програми съществуват дори за много стари компютърни платформи. През 90-те години, когато изчислителната мощ на компютрите нараства, към тези приложения започват да се добавят възможности за запис, редактиране и възпроизвеждане на аудио. Такъв софтуер по правило се нарича цифрова аудио работна станция (от английски – DAW (Digital Audio Workstation)), тъй като възможностите му се простират отвъд тези на секвенсерите. Въпреки това най-често такива приложения биват наричани за краткост секвенсери.